# Germanen

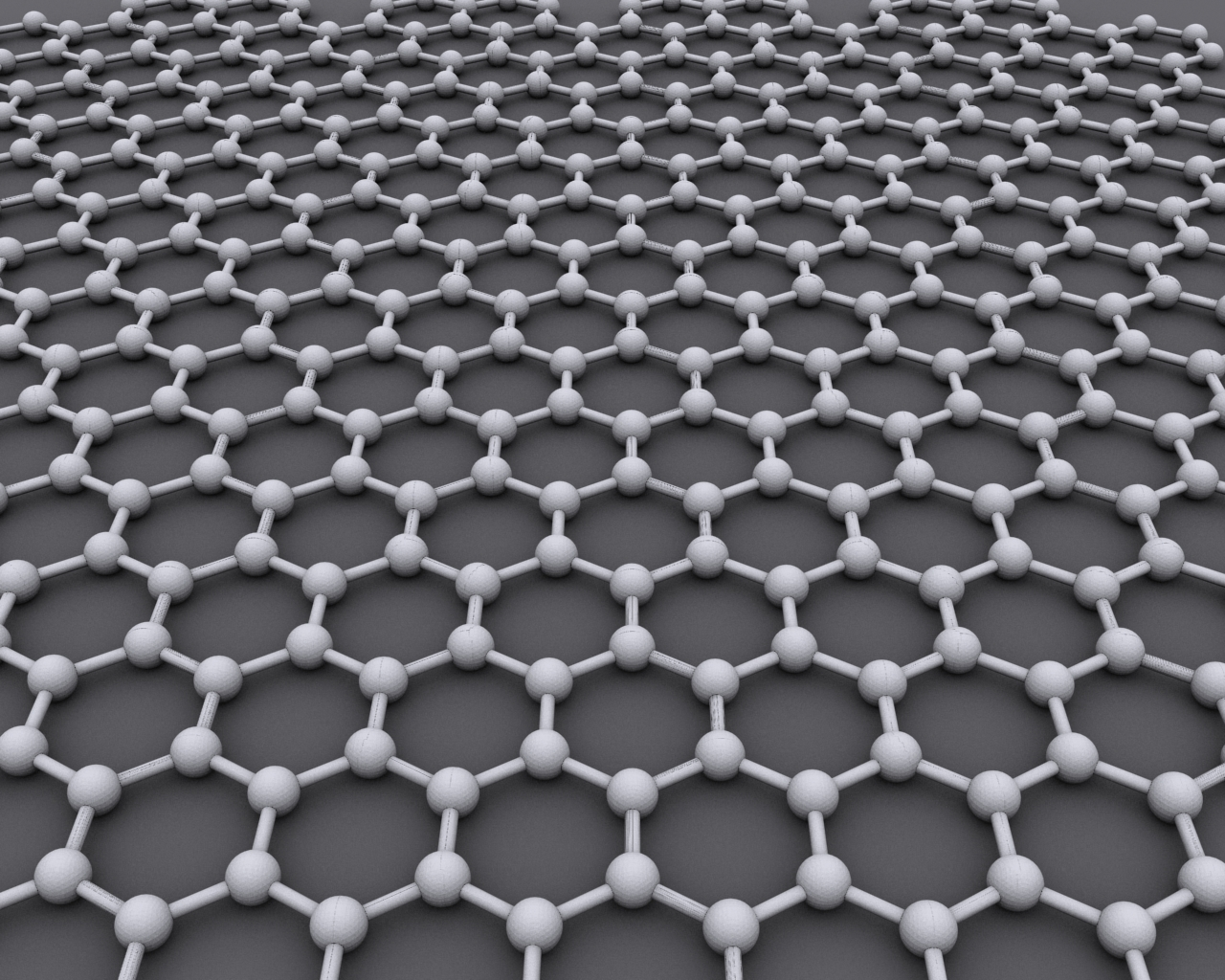
Model struktury grafenu – analogiczny do germanenu

Germanen – alotropowa odmiana germanu, nanomateriał o płaskiej strukturze, analogicznej do grafenu i silicenu. Atomy germanu tworzą warstwę jednoatomowej grubości i połączone są w sześciokąty na podobieństwo plastra miodu. Ze względu na minimalną grubość, germanen jest uważany za strukturę dwuwymiarową. Wykazuje nowe właściwości półprzewodnikowe oraz optyczne i jest przedmiotem zainteresowania nauki, jako mogący znaleźć rozliczne zastosowania w elektronice.

## Prace nad nowym nanomateriałem
Teoretyczną możliwość istnienia takiej odmiany alotropowej germanu przewidziano już w 2009, jednak mimo postępów w produkcji grafenu i późniejszym uzyskaniu silicenu, przez kilka lat nie udało się go wytworzyć. W roku 2014 dwa zespoły naukowców, europejski i chiński, niezależnie od siebie ogłosiły uzyskanie germanenu metodą osadzania pojedynczych atomów germanu na odpowiednim podłożu w warunkach wysokiej temperatury i ultrawysokiej próżni. Grupa chińska wykorzystała w tym celu matrycę platynową, natomiast grupa europejska – matrycę złotą (wyeliminowanie platyny ułatwia produkcję i znacznie obniża koszty produktu). Jeden z członków zespołu europejskiego, prof. Angel Rubio z Uniwersytetu Kraju Basków, wyraził opinię, że wytworzenie kolejnego nowego nanomateriału jest ważne dla rozszerzenia zakresu właściwości sztucznych dwuwymiarowych materiałów.

## Właściwości
Właściwości elektroniczne i optyczne germanenu zostały wyliczone metodami ab initio, określono też jego prawdopodobne właściwości strukturalne. Przewiduje się możliwość zastosowanie go w tranzystorach polowych i w innych podzespołach elektronicznych. Niezwykłe właściwości materiałów typu germanenu (podobnie jak grafenu, silicenu i stanenu) dają niespotykane dotąd możliwości badania cząstek Diraca.